# Virgínia
Virgínia (em inglês:  Virginia) é um dos 50 estados dos Estados Unidos. Localiza-se na região sudeste do país. Seu nome oficial é Comunidade da Virgínia (em inglês:  Commonwealth of Virginia). Foi a primeira área do país a ser colonizada pelos britânicos. Jamestown, uma de suas cidades, foi o primeiro assentamento britânico permanente nas Américas, fundado em 1607. Ali também os colonos britânicos fundaram a segunda instituição de poder legislativo nas Américas, em 1619, seguindo o Conselho da Villa de São Vicente  (Brasil, 1547). A região foi nomeada como Virgínia em 1584, pelo explorador britânico Walter Raleigh, em homenagem à rainha Isabel I de Inglaterra, que, à época, também era conhecida como a Rainha Virgem.
Foi uma das Treze Colônias que se rebelaram contra o domínio britânico da região, durante a guerra da independência dos Estados Unidos. O conflito terminou em Virgínia quando forças britânicas, lideradas por Lord Cornwallis, renderam-se em Yorktown, no ano de 1781. Foi o décimo estado a fazer parte da União, em 25 de junho de 1788. Posteriormente, a Virgínia participaria ativamente ao lado dos Estados Confederados da América, na Guerra de Secessão, sendo que a capital confederada, Richmond, localizava-se em seu território. A guerra civil oficialmente terminou quando a principal força confederada, liderada por Robert E. Lee, rendeu-se em Appomattox.
Possui diversos cognomes. O mais conhecido deles é Old Dominion (velho domínio), tendo assim sido cognominada pelo rei Charles II da Inglaterra, por causa da lealdade da população da colônia ao rei. Outra denominação é Mother of Presidents, pois oito presidentes norte-americanos são naturais do estado. São eles George Washington, Thomas Jefferson, James Madison, James Monroe, William Henry Harrison, John Tyler, Zachary Taylor e Woodrow Wilson. Washington, Jefferson, Madison e Monroe são quatro dos cinco primeiros presidentes dos Estados Unidos. Estes e Wilson foram reeleitos para o cargo.
Outro apelido, menos conhecido, é Mother of States (mãe de estados), pois faziam parte da Virgínia os atuais estados de Kentucky e Virgínia Ocidental. Kentucky emancipou-se em 1792, já a atual Virgínia Ocidental separou-se durante a guerra civil.

## História

### Até 1619
Diversas tribos nativos norte-americanas, pertencentes às nações dos algonquinos e os siounianos, viviam no local onde hoje é o Estado de Virgínia, muito tempo antes da chegada dos europeus.
Os primeiros colonizadores foram jesuítas espanhóis, que exploraram a região e estabeleceram uma missão católica, durante a década de 1570. Um ataque indígena destruiu a missão e forçou a retirada dos jesuítas. Em 1584, a rainha Elizabeth I da Inglaterra, deu permissão a Walter Raleigh para explorar e colonizar a região. Em nome da rainha, Raleigh fez algumas incursões na costa americana e reivindicou a área que se estende da Carolina do Sul até o Maine, para o Reino Unido. Em homenagem à soberana, também conhecida como Rainha Virgem, Raleigh nomeou esta imensa área, que posteriormente desenvolveria-se em doze distintas colônias, como Virginia. Porém, ele falhou em seus esforços, por  falta de suprimentos e pelos constantes ataques indígenas.

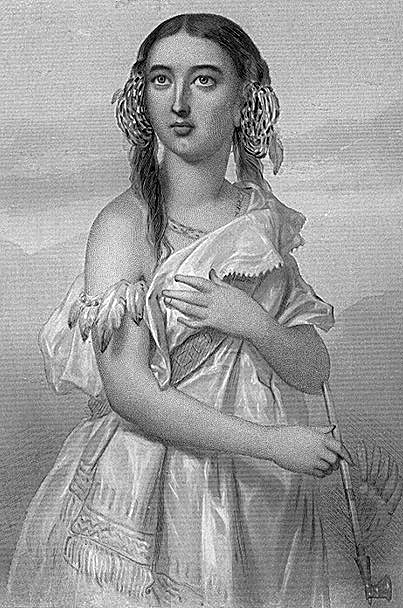
Pocahontas.

Em 1606, o rei James I da Inglaterra fundou a Companhia Londrina da Virgínia, que seria responsável pela nova colônia britânica. Em maio de 1607, um grupo de colonizadores britânicos, liderados por John Smith, fundou Jamestown, o primeiro assentamento britânico permanente no continente norte-americano. Eles enfrentaram inúmeras dificuldades no início, especialmente a falta de comida, invernos rigorosos e inúmeros ataques dos algonquinos. Smith foi obrigado a voltar para a Inglaterra em 1609, e tantos colonos morreram, que os 60 restantes, desmotivados, decidiram voltar para a Inglaterra no verão de 1610. Porém, no verão deste mesmo ano, um novo líder, De La Warr, desembarcou com suprimentos e mais colonos.
A colônia passou a prosperar a partir da década de 1610, com o cultivo de tabaco. O pioneiro nas técnicas de plantio e processamento, bem como o autor da ideia de exportar tabaco para o Reino Unido, foi John Rolfe. Este casou-se com Pocahontas, a filha de um líder indígena. Pocahontas tinha salvo a vida de John Smith quando este foi capturado pelos Opchanacanough, uma tribo algonquina. Pocahontas também havia ajudado os colonos por diversas vezes com água potável e alimentos. O casamento trouxe um período de paz entre os indígenas e os colonos.

### 1619 - 1789

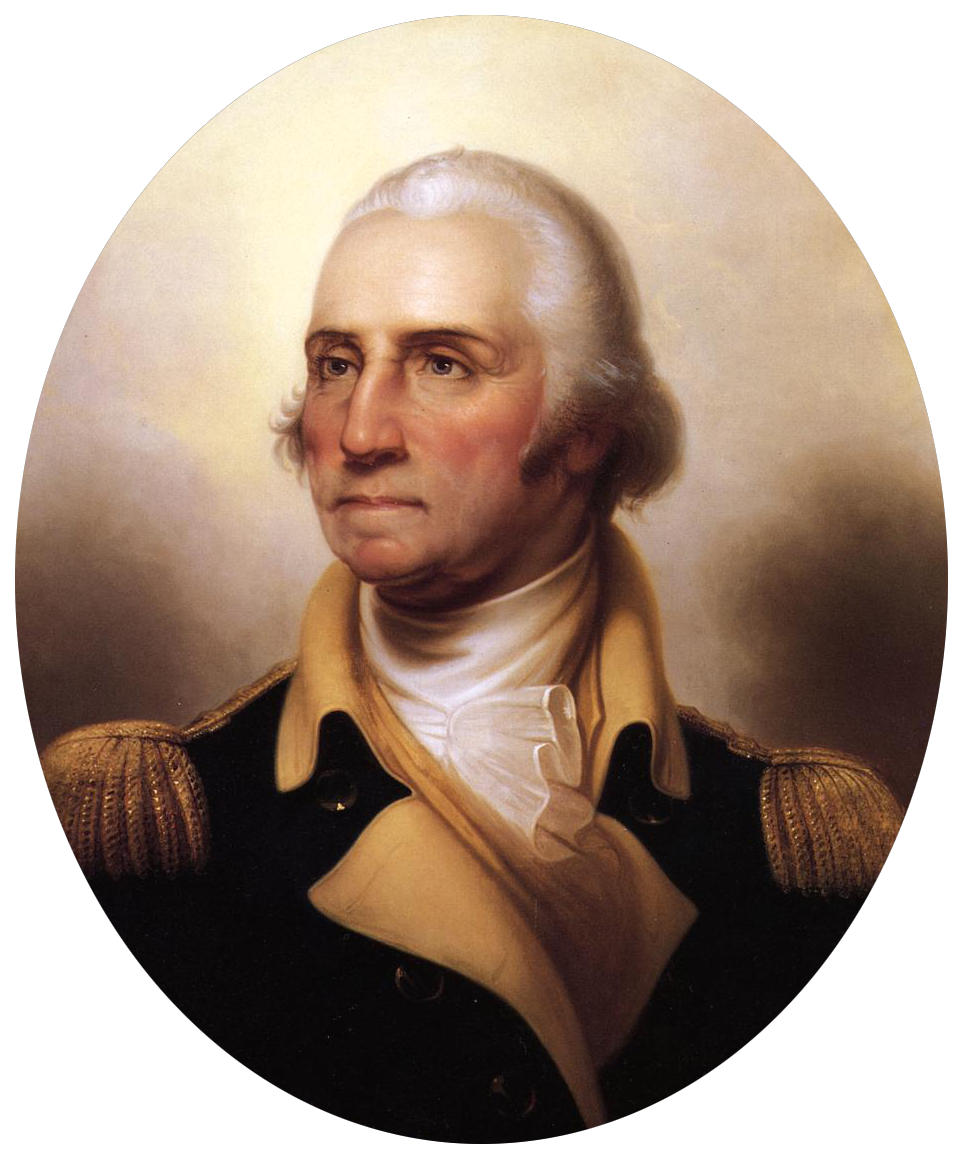
George Washington, nativo da Virgínia, foi o líder das forças rebeldes americanas ao longo da Guerra da Independência dos Estados Unidos, bem como o primeiro presidente do Estados Unidos.

Em 1619, a primeira instituição britânica de poder judiciário nas Américas foi fundada na Virgínia. Era a Casa dos Burgesses, ou Assembleia General da Virgínia. Outro fato ocorrido em 1618, foi a doação de terras livres a todos os colonos. Um ano antes, o líder dos Opchanacanough morrera. O seu sucessor liderou sucessivos ataques indígenas a partir da década de 1620, que mataram centenas de habitantes. Em 1624, James I fez da Virgínia uma colônia real, submissa diretamente às ordens da coroa britânica, o que revoltou seus habitantes. Mesmo assim, os colonos continuaram leais ao rei. Em 1652, Oliver Cromwell tornou-se ditador e de fato monarca do Reino Unido. Este permitiu aos habitantes da Virgínia maior liberdade política, mas Cromwell nunca foi popular entre os colonos, que apoiavam Carlos II da Inglaterra. Este cognominou a colônia de Old Dominion, graças à lealdade da população à coroa britânica. Em 1660, Carlos II tornou-se o novo rei do Reino Unido.
Em 1699, a colônia de Virgínia havia se expandido graças a fazendeiros e exploradores. Ocupava, então, inteiramente os atuais estados de Kentucky e da Virgínia Ocidental, além de áreas em outros oito atuais Estados norte-americanos. Tinha então cerca de 58 mil habitantes, sendo a mais populosa das Treze Colônias britânicas. Neste ano, a capital da Virgínia, que era anteriormente Jamestown, passou a ser Williamsburg.
Em 1774, quando o porto de Boston foi fechado por ordem da Coroa Britânica, após um incidente conhecido como a Festa do Chá de Boston, a Casa dos Burgesses, num ato de simpatia aos colonos de Massachusetts, fez do dia da Festa do Chá um feriado estadual, o que revoltou os britânicos, que ordenaram seu fechamento. Mesmo assim, os membros dos Burgesses continuaram a encontrar-se em outros lugares. Numa destas reuniões, Patrick Henry, em seu famoso discurso, disse: Dê-me liberdade ou dê-me a morte!. Esta frase tornou-se um dos gritos de guerra da Guerra da Independência dos Estados Unidos, que teria início ainda em 1775.
Os representantes das Treze Colônias escolheram naquele ano o fazendeiro e político George Washington, como comandante-em-chefe das forças rebeldes norte-americanas. Ao longo da guerra, a maior parte da população da Virgínia era a favor da independência, e contra os britânicos, sendo a colônia sulista com maior percentual de habitantes favoráveis à causa. Em 1780, sua capital passou a ser Richmond. Um ano antes, forças da Virgínia capturaram uma imensa área, o Território do Noroeste, que constitui atualmente os estados de Illinois, Ohio, Indiana, Ohio e Wisconsin. Em 1781, a última batalha da guerra aconteceu em Virgínia, em Yorktown, onde tropas britânicas comandadas por Lord Cornwallis renderam-se para as tropas norte-americanas, lideradas por Washington.
Em 1784, a Virgínia, atendendo exigências de Maryland, cedeu o território do noroeste para o governo norte-americano. Em 25 de junho de 1788, ratificou a constituição norte-americana, tornando-se o décimo estado dos Estados Unidos. Ainda no mesmo ano, cedeu uma pequena área às margens do rio Potomac, para a criação do Distrito de Columbia.

### 1789 - 1865
Em 1792, os condados que compunham o oeste do Estado de Virgínia secederam. No mesmo ano, eles organizaram-se no atual Estado de Kentucky, que entrou à União. Dos cinco primeiros presidentes americanos, quatro vieram da Virgínia. O primeiro deles, George Washington, eleito em 1789, presidiu o país até 1797. Outros três políticos nativos do estado governariam o país, entre 1801 e 1825.
Em 1831, Nat Turner liderou uma das maiores revolta escravas da história dos Estados Unidos. Junto com outros 40 escravos, foram de casa em casa, matando todos os brancos que encontravam e liberando os escravos das propriedades. A rebelião durou dois dias e, no total, 55 brancos morreram. Turner e outros 200 escravos - muitos deles inocentes - foram executados.
Ao longo da década de 1830, inúmeros habitantes do noroeste da Virgínia estavam descontentes com a falta de representação no governo do Estado. Isto forçou a adoção de uma nova constituição. Porém, os principais líderes continuariam a ser políticos do oriente do Estado. Até então, somente dono de terras podiam votar, e o governador era escolhido pela Assembleia General. Em 1851, emendas à constituição estendiam o poder de voto a todos os brancos do sexo masculino, e eleições populares para governador. Enquanto isto, mais dois nativos da Virgínia tornariam-se presidentes dos Estados Unidos durante a década de 1840: William Henry Harrison e Zachary Taylor. Em 1847, o pedaço de terra que a Virgínia tinha cedido ao governo norte-americano para a criação do Distrito de Columbia, passou a fazer novamente parte da Virgínia.
Em 1860, sete estados sulistas, de cunho escravista, separaram-se dos Estados Unidos, e formaram o Estados Confederados da América. A Virgínia inicialmente continuou na União. Porém, em 17 de abril de 1861, uma decisão do estado, resultante de uma consulta popular, fez a Virgínia separar-se dos Estados Unidos. Richmond tornou-se a capital do novo país, e assim foi até próximo ao fim da guerra, em abril de 1865. Enquanto isto, a população do noroeste do estado, na sua maioria abolicionista, e descontente com a separação, resolveu seceder da Virgínia. Em 20 de junho de 1863, 48 condados formaram o que atualmente constitui o Estado americano da Virgínia Ocidental. Mais dois condados juntaram-se em novembro.
Em 9 de abril de 1865, o general confederado Robert E. Lee rendeu-se às forças americanas lideradas por Ulysses S. Grant, em Appomattox, na Virgínia. Lee falhara em sua missão de defender a capital Richmond. Esta rendição marca oficialmente o fim da Guerra Civil Americana que, como a guerra da independência, também teve seu fim na Virgínia.

### 1865 - Tempos atuais
Após o fim da guerra civil, a Virgínia foi ocupada por forças norte-americanas. Em 1867 o Estado aprovou uma nova constituição, que abolia oficialmente o uso do trabalho escravo, e dava aos afro-americanos do sexo masculino o poder de voto. A Virgínia foi readmitida à União em 26 de janeiro de 1870.
A Virgínia, que até então era primariamente agrária, dependente do algodão que era vendido para países europeus, passou a gradualmente a industrializar-se. Porém, a altíssima dívida do Estado, de mais de 50 milhões de dólares, fez com que a economia ficasse estagnada por décadas, até a década de 1930. Somente na década de 1920, mais de 400 mil pessoas deixaram o Estado. A maioria eram afro-americanos buscando por melhores condições de vida no norte industrializado. Em 1912, Woodrow Wilson tornou-se o presidente dos Estados Unidos, tendo presidido até 1921. Ele foi o oitavo e último nativo da Virgínia a presidir o país.
A Grande Depressão, que iniciara-se em 1929, afetou negativamente a já frágil economia da Virgínia. Porém, o governo do Estado imediatamente tomou medidas para minimizar o problema. Instituiu planos de ajuda social, iniciou a construção de diversas enormes construções para a geração de empregos e fundou várias fábricas, a maioria têxteis, que também passaram a gerar empregos. Um período de rápida industrialização iniciou-se no Estado. A industrialização aumentou com o início da segunda guerra mundial. Milhares de pessoas migraram dos campos para as cidades, e por volta da década de 1950 o Estado possuía mais habitantes morando nas cidades do que nos campos.
Em 1954 a Suprema Corte dos Estados Unidos julgou que a segregação do sistema escolar público da Virgínia era inconstitucional. A Virgínia era um dos Estados que adotara um sistema de segregação, com diferentes escolas para brancos e afro-americanos. O processo de integração durou mais de uma década na conservadora Virgínia.
O processo de industrialização continua até hoje na Virgínia. O Estado têm atraído, por causa de menores custos operacionais, empresas produtoras de produtos químicos e empresas têxteis. Durante a década de 1970 e 1980, o Estado iniciou esforços para a limpeza da então altamente poluída baía de Chesapeake. Em 1989, Lawrence Douglas Wilder tornou-se o primeiro afro-americano a ser eleito governador de Estado em toda a história dos Estados Unidos. Em 1990, a Virgínia assinou com Maryland um tratado conjunto que pretende fazer a limpeza da baía de Chesapeake. Espera-se que este programa tenha término em 2010.

## Geografia

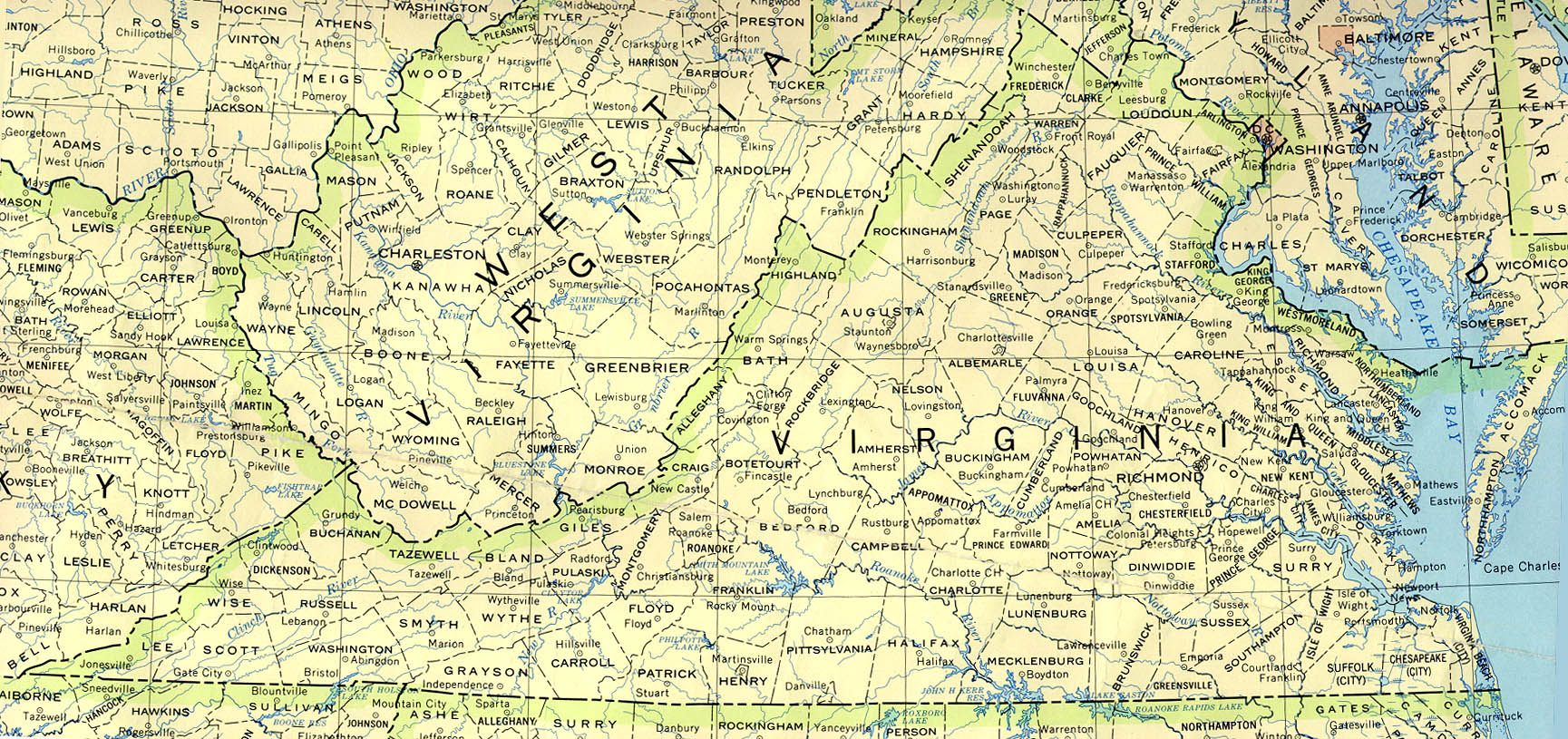
Mapa da Virgínia e de seus 43 condados.

A Virgínia limita-se com a Virgínia Ocidental, com Maryland e com o Distrito de Columbia ao norte, com a baía de Chesapeake e o oceano Atlântico a leste, com a Carolina do Norte e o Tennessee ao sul, e o com Kentucky e a Virgínia Ocidental a oeste. A baía de Chesapeake divide o Estado em dois, com a pequena porção oriental sendo um exclave completamente separado do Estado. Esta porção oriental, parte da península Delmarva, limita-se única e exclusivamente com Maryland ao norte, sendo cercado por água a leste, sul e oeste.
A Virgínia possui 320 quilômetros de extensão norte-sul e 690 quilômetros de extensão leste-oeste. A área do estado é de 110 786,6 km², dos quais 8 507,7 km² são corpos d' água. É o 35º maior estado americano em área do país. O litoral com o oceano Atlântico possui 180 quilômetros de extensão. Contando-se baías, reentrâncias e ilhas, o litoral da Virgínia possui cerca de 5 330 quilômetros de extensão. Os maiores rios que atravessam o estado são os rios Potomac e o James. Florestas cobrem cerca de 60% do estado. A maior parte das florestas estão localizadas no oeste, no centro-sul e no noroeste da Virgínia.
A Virgínia pode ser dividida em cinco distintas regiões geográficas. As três primeiras fazem parte dos Apalaches:

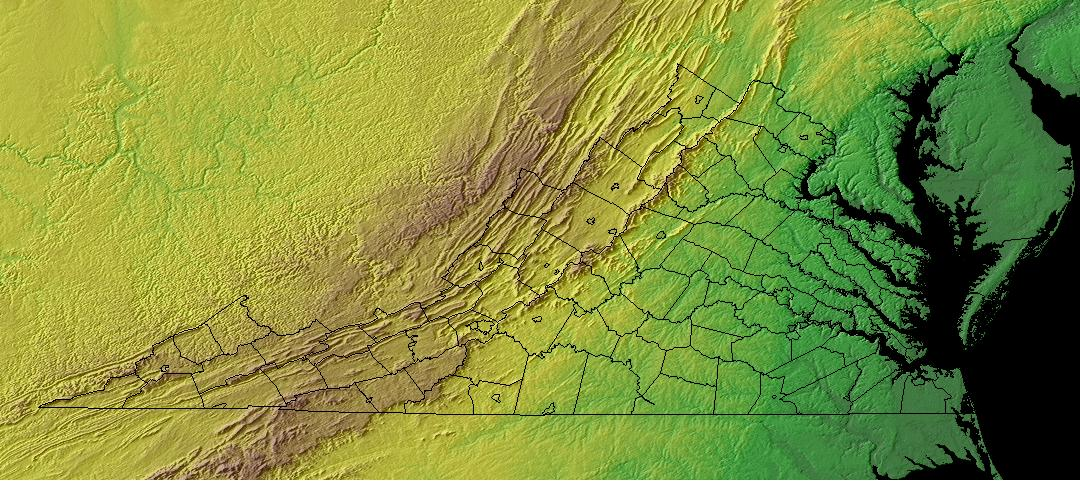
Mapa topográfico da Virgínia. As faixas paralelas marrons que acompanham a fronteira do Estado no noroeste são as Cadeias e Vales do Apalache, enquanto a faixa única marrom que corre mais no interior do Estado são as Montanhas Blue Ridge.

- O Planalto dos Apalaches cobre o extremo oeste da Virgínia. É uma região caracterizada por um terreno relativamente acidentado, com vales profundos, irregulares e estreitos. É praticamente toda coberta por florestas. Possui uma altitude média de 600 metros.
- As Cadeias e Vales dos Apalaches' estendem-se ao longo do oeste e do noroeste da Virgínia. Caracteriza-se pela presença de cadeias paralelas de montanhas e vales fluviais, o que torna o terreno da região muito acidentado.
- As Montanhas Blue Ridge são uma longa e estreia região localizada imediatamente a leste das Cadeias e Vales do Apalache. Está localizada no centro-sul da Pensilvânia. É o começo de uma cadeia de montanhas que estende-se da Pensilvânia até a Geórgia. É uma longa cadeia de montanhas - as mais altas dos Apalaches, onde estão localizados os pontos mais altos do Estado. O pico mais alto da Virgínia é o Monte Rogers, que possui 1 746 metros de altitude.
- O Piemonte estende-se imediatamente ao leste de Blue Ridge. O planalto do Piemonte cobre cerca de 45% da Virgínia. É uma zona de transição entre as Montanhas Blue Ridge e as Planícies Litorâneas. A altitude do Piemonte cai gradualmente à medida que se viaja em direção a leste. Caracteriza-se pelo seu terreno relativamente plano e pouco acidentado. Sua altitude média é de 250 metros.
- As Planícies Litorâneas do Atlântico estão localizadas no leste do Estado. Caraterizam-se pela sua baixa altitude, seu solo muito fértil e pelo seu terreno plano e muito pouco acidentado.

### Clima
A Virgínia possui um clima temperado, com quatro distintas estações, com verões quentes, e invernos relativamente frios. A proximidade do Estado com o oceano Atlântico tornam as temperaturas no inverno mais amenas ao longo do litoral. As regiões montanhosas da Cadeia dos Apalaches, especialmente aquelas próximas a Blue Ridge, registram as temperaturas mais baixas do Estado o ano inteiro.
A temperatura média no inverno é de 5°C no litoral e de 0 °C na Cadeia dos Apalaches. No verão, as maiores temperaturas também são registradas ao longo do litoral. A temperatura média, no verão, no litoral, é de 26 °C, de 24 °C no sudoeste e de 20 °C no sudeste. A temperatura mais alta já registrada na Virgínia é de 43 °C, registrada em 5 de julho de 1900, em Columbia; e a temperatura mais baixa já registrada é de -30 °C, em 22 de janeiro de 1985. Máximas variam entre 20 °C e 38 °C no verão, e entre -15 °C e 10 °C no inverno. Mínimas variam entre 14 °C no verão até -25 °C no inverno.
A taxa de precipitação média anual de chuva no Estado é de 104 centímetros. As maiores médias são registradas no leste do Estado, onde a média é de 130 centímetros. Já o centro-norte e o oeste possuem as menores médias de precipitação, de apenas 98 centímetros. As taxas de precipitação média anual de neve variam entre 50 centímetros no sudoeste a 230 centímetros no noroeste da Virgínia.

## Política

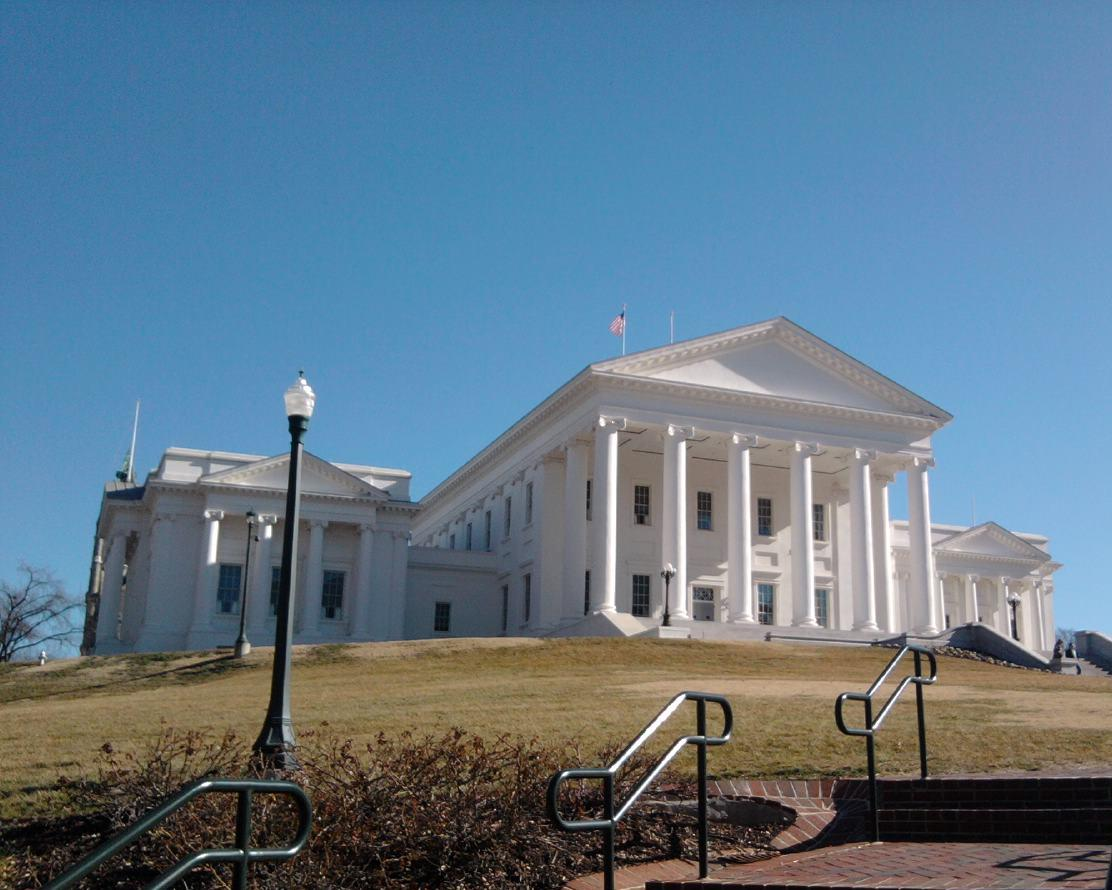
Vista do Capitólio do Estado da Virgínia em Richmond.

A atual Constituição da Virgínia foi adotada em 1971. Outras constituições mais antigas haviam sido implementadas em 1776, 1830, 1851, 1869 e em 1907. Emendas à constituição são propostas pelo Poder Legislativo da Virgínia, e para ser aprovada, precisa receber ao menos dois terços dos votos do Senado e da Câmara dos Delegados do Estado, e então ao menos dois terços dos votos da população eleitoral da Virgínia, em um referendo. Emendas também podem ser realizadas através de convenções constitucionais, encontros políticos especiais, que precisam ser aprovadas por ao menos 51% por cada câmara do poder legislativo, e então por ao menos 60% da população eleitoral do Estado, em um referendo. A capital do Estado é Richmond.
O principal oficial do poder executivo na Virgínia é o governador. Este é eleito pelos eleitores para mandatos de até quatro anos de duração. Uma pessoa pode ser eleita quantas vezes puder para o cargo de governador, porém, não mais do que duas vezes em consecutivo.
O poder legislativo do Estado é constituído pelo Senado e pela Câmara dos Delegados. O nome oficial do poder legislativo da Virgínia é Assembleia Geral da Virgínia, que é a instituição de poder legislativo mais antiga ainda em operação nos Estados Unidos, tendo sido fundada em 1619 com o nome de House of Burgesses. O Senado possui um total de 40 membros, enquanto que a Câmara dos Delegados possui um total de 100 membros. A Virgínia está dividido em 40 distritos senatoriais e 100 distritos delegativos. Os eleitores de cada distrito elegem um senador/delegado, que irá representar tal distrito no Senado/Câmara dos Delegados. O termo dos senadores é de quatro anos e o termo dos delegados é de dois anos.
A corte mais alta do poder judiciário da Virgínia é a Suprema Corte da Virgínia. Seus sete juízes são escolhidos pelos membros da Assembleia Geral da Virgínia para mandatos de até 12 anos de duração. Após isto, não podem mais ser escolhidos. A Suprema Corte da Virgínia é liderada pelo juiz com mais anos de experiência profissional na Suprema Corte. Após o fim de seu termo de ofício, outro juiz, aquele com mais anos de experiência na corte, substitui-o como chefe.
O Estado está dividido em 95 condados. A Virgínia possui 39 cidades primárias. Todas as cidades primárias na Virgínia são cidades independentes, significando que não fazem parte de nenhum condado. Para uma cidade secundária (town) ser elevada à categoria de cidade primária (city), uma população de no mínimo cinco mil habitantes é necessária, onde então uma votação é realizada no município, onde a população votará a favor ou contra a elevação de categoria.
Mais da metade da receita do orçamento do governo da Virgínia é gerada por impostos estaduais. O resto vêm de verbas recebidas do governo federal e de empréstimos. Em 2002, o governo do Estado gastou 28,044 bilhões de dólares, tendo gerado 23,577 bilhões de dólares. A dívida governamental da Virgínia é de 13,785 bilhões de dólares. A dívida per capita é de 1 892 dólares, o valor dos impostos estaduais per capita é de 1 754 dólares, e o valor dos gastos governamentais per capita é de 3 848 dólares.
O Partido Democrata dominou politicamente a Virgínia durante a maior parte da história do Estado, com o seu suporte atingido seu ápice durante as décadas que se sucederam à guerra civil. A partir da década de 1930, porém, o Partido Republicano passou a ganhar crescente força política no Estado. A partir da década de 1950, os votos do colégio eleitoral do Estado passaram a favorecer candidatos republicanos na maioria das eleições presidenciais (anteriormente, a grande maioria das eleições presidenciais haviam sido dominadas pelos democratas, na Virgínia). Em 1969, Linwood Holton tornou-se o primeiro governador republicano eleito da história do Estado. Nas décadas de 1970, 1980 e 1990, os republicanos já se tinham tornado o partido político dominante. Porém a partir dos anos 2000, os republicanos passaram a perder força no estado, a Virgínia não elege mais nenhum senador republicano desde 2002, nenhum republicano ocupa mais o cargo de governador do estado desde 2006 e nenhum republicano ganha mais as eleições presidenciais no estado desde as eleições de 2008, quando Barack Obama ganhou na Virgínia, sendo o primeiro democrata a ganhar no estado desde Lyndon Johnson nas eleições de 1964, sua vitória surpreendeu muitos analistas políticos no até então estado republicano, Obama ganhou na Virgínia novamente nas eleições de 2012, nas eleições de 2016 a candidata democrata Hillary Clinton ganhou na Virgínia, atualmente a Virgínia é um swing state, porém o Partido Democrata vem recuperando o seu prestígio rapidamente no estado, em 2017 o político democrata Ralph Northam foi eleito governador do estado com 54% dos votos derrotando o seu rival republicano Ed Gillespie que ficou com 45% dos votos, segundo muitos analistas políticos a Virgínia voltará a ser um estado democrata nas próximas décadas, porém os republicanos ainda controlam a Assembleia Legislativa do estado e a maior parte dos deputados no Congresso.
A Virgínia é um dos quatro Estados norte-americanos a usar o termo commonwealth, os outros três são Kentucky, Massachusetts, e Pensilvânia.

## Demografia

Pirâmide etária da população da Virgínia.

De acordo com o censo nacional de 2000, a população da Virgínia em 2000 era de 7 078 515 habitantes, um crescimento de 13,8% em relação à população do Estado em 1990, de 6 216 568 habitantes. Uma estimativa realizada em 2005 estima a população em 7 567 465 habitantes, um crescimento de 21,7% em relação à população em 1990; de 6,9% em relação à população em 2000; e de 1,2% em relação à população estimada em 2004.
O crescimento populacional natural da Virgínia entre 2000 e 2005 foi de 231 055 habitantes - 531 476 nascimentos menos 300 421 óbitos - o crescimento populacional causado pela imigração foi de 139 977 habitantes, enquanto que a migração interestadual resultou no ganho de 103 521 habitantes. Entre 2000 e 2005, a população da Virgínia cresceu em 488 435 habitantes, e entre 2004 e 2005, em 86 133 habitantes.
6,5% da população da Virgínia possui menos de cinco anos de idade, 24,6% possui menos de 18 anos de idade e 11,2% da população possui 65 anos ou mais de idade. Pessoas do sexo feminino compõem aproximadamente 51% da população do Estado.

### Raças e etnias
Composição racial da população da Virgínia de acordo com o U.S. Census Bureau 2010:
- 64,8% –  brancos não-hispânicos
- 19,4% –  afro-americanos
- 7,9% –    hispânicos
- 5,5% –    asiáticos
- 0,4% –    ameríndios
- 2,9% –    duas ou mais raças

Os cinco maiores grupos étnicos da Virgínia são afro-americanos (que compõem 19,6% da população do Estado), alemães (11,7%), americanos (11,2%), ingleses (11,1%) e irlandeses (9,8%).
Historicamente, como a maior e a mais rica das antigas Treze Colônias, bem como o local de nascimento da cultura norte-americana e da cultura sulista, cerca de metade da população do Estado, até o fim da guerra civil, era composta por escravos afro-americanos que trabalhavam em plantações de tabaco e algodão. Porém, muitos afro-americanos migraram para outros estados industrializados do norte. Atualmente, afro-americanos compõem apenas 20% da população do estado, e estão concentrados primariamente no sul e no leste da Virgínia, onde as grandes plantações estavam concentradas. Habitantes de ascendência alemã estão presentes em grande número no noroeste e no sul do Estado. Graças à recente imigração, a população de hispânicos e asiáticos está em rápido crescimento, especialmente nos subúrbios de Washington, DC.

### Religião
Percentagem da população da Virgínia por afiliação religiosa:
- Cristianismo – 83%
  - Protestantes – 68%
    - Igreja Batista – 26%
    - Igreja Metodista – 8%
    - Igreja Presbiteriana – 3%
    - Igreja Episcopal - 3%
    - Outras afiliações protestantes – 28%

  - Igreja Católica Romana – 14%
  - Outras afiliações cristãs – 1%
- Judaísmo - 1%
- Outras religiões - 3%
- Sem religião - 13%

Historicamente a Virgínia têm sido um estado com uma forte tradição protestante, foi também a primeira região da América do Norte a ser colonizada por protestantes (anglicanos), a Virgínia foi do século XVII até o início do século XX o estado mais anglicano dos Estados Unidos, mas a partir do começo século XX os Batistas começaram a dominar o estado, atualmente apenas 3% da população do estado se identifica como anglicana, hoje os Batistas compreendem 26% da população do Estado, sendo a Convenção Batista do Sul a maior denominação cristã protestante do estado, aproximadamente 15% dos virginianos são membros dessa Igreja, é um dos estados mais Protestantes dos Estados Unidos, inclusive grande parte do estado faz parte do Bible Belt. De acordo com os dados, a maioria da população da Virgínia é Cristã (83%), sendo os Protestantes o maior grupo religioso do Estado (68%), a Igreja Católica tem pouca expressividade no Estado, apenas 14% dos virginianos se declaram Católicos e estão concentrados principalmente em áreas urbanas. A Virgínia tem uma relativa diversidade religiosa no estado, o Judaísmo é a segunda religião mais seguida no estado, e a sua presença remonta desde meados do século XVII, estima-se que haja 100 mil judeus vivendo no Estado, além do Judaísmo o estado também possui comunidades significantes de muçulmanos, budistas, hindus, Fé bahá'i e etc. Em termos gerais a Virgínia é um estado religioso, 60% da população adulta no estado diz que a religião tem um papel muito importante nas suas vidas, 22% diz que a religião tem um papel relativamente importante em suas vidas e 18% dizem que a religião tem pouca ou nenhuma importância em suas vidas e 44% afirmam que frequentam à igreja semanalmente, 32% afirmam que frequentam a igreja poucas vezes ao mês e 24% afirmam que raramente ou nunca vão à igreja.

### Principais cidades

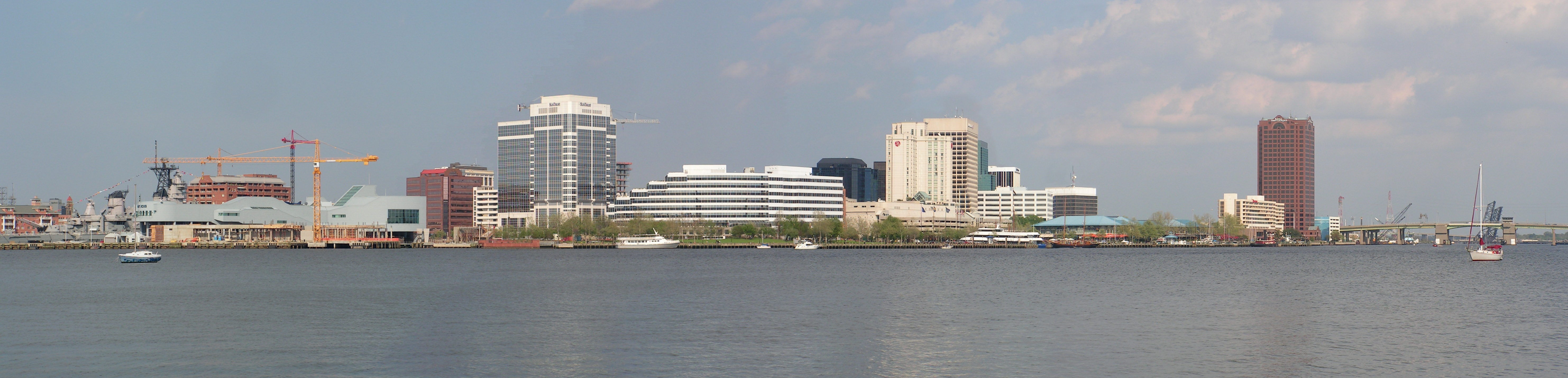
Norfolk.

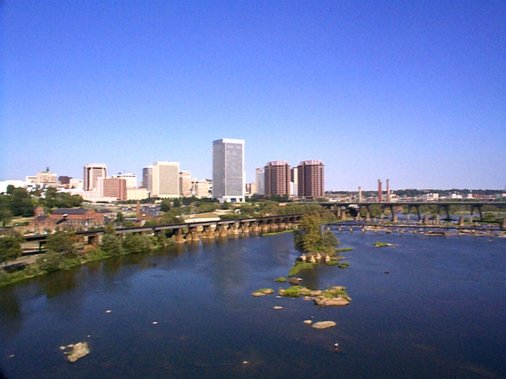
Richmond.

Cerca de 73% da população da Virgínia vive em cidades, e mais de 80% da população vive em uma das 11 regiões metropolitanas do Estado.
Sobre as atuais leis da Virgínia, todos os municípios que são cidades primárias (cities) são cidades independentes, ou seja, não fazem parte de nenhum condado. Das 42 cidades independentes dos Estados Unidos, 39 estão localizadas em Virgínia. As quatro maiores cidades do Estado são, em ordem decrescente, Virginia Beach, Norfolk, Chesapeake e Richmond. A quinta maior área urbana do Estado é o condado de Arlington, que apesar de ser completamente urbanizada, é oficialmente um condado, e não uma cidade.
| - Alexandria - Bedford - Bristol - Buena Vista - Charlottesville - Chesapeake - Colonial Heights - Covington - Danville - Emporia - Fairfax - Falls Church - Franklin - Fredericksburg - Galax - Hampton - Harrisonburg - Hopewell - Lexington - Lynchburg | - Manassas - Manassas Park - Martinsville - Newport News - Norfolk - Norton - Petersburg - Poquoson - Portsmouth - Richmond - Radford - Roanoke - Salem - Staunton - Suffolk - Virginia Beach - Waynesboro - Williamsburg - Winchester |

Cidades secundárias (towns):
| - Accomac - Abingdon - Altavista - Ashland - Bassett - Berryville - Blacksburg - Bluefield - Bridgewater - Chincoteague - Christiansburg - Clifton Forge - Clinchco - Clintwood - Colonial Beach - Culpeper - Dumfries - Eastville - Farmville - Front Royal - Glasgow - Grundy - Haysi - Herndon | - Lebanon - Leesburg - Luray - Marion - Occoqua - Orange - Pulaski - Purcellville - Richlands - Rocky Mount - Smithfield - South Boston - South Hill - Strasburg - Tappahannock - Tazewel - Vienna - Vinton - Wachapreague - Warrenton - West Point - Wise - Woodstock - Wytheville |

## Economia

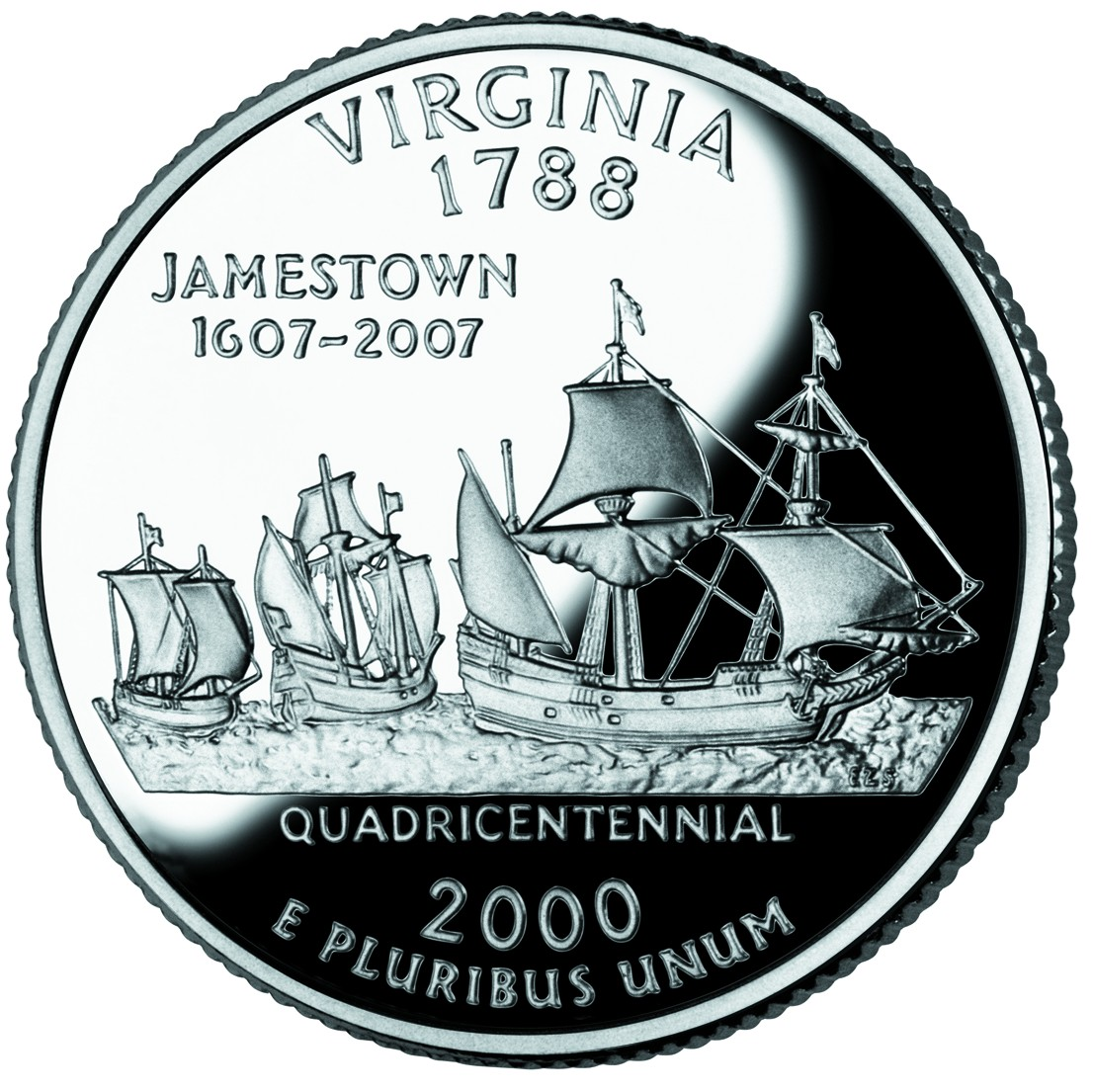
Vista da moeda estadual de 25 centavos de dólar americano.

O produto interno bruto da Virgínia foi de 352,7 bilhões de dólares em 2005, e sua renda per capita foi de 46 613 dólares em 2005, o nono maior do país. A taxa de desemprego do estado é de 4,7%.
O setor primário responde por 1% do PIB da Virgínia. A agricultura foi no passado a maior fonte de renda do Estado. Exportava tabaco e algodão em grandes quantidades para países europeus até a guera civil. Porém, o Estado passou a industrializar-se rapidamente nos anos da Grande Depressão, durante a década de 1930, graças à incentivos fiscais e fábricas construídas pelo governo. Atualmente, a agropecuária responde por 0,93% do PIB. O Estado possui 49 mil fazendas, que cobrem cerca de 30% do Estado. A agricultura e a pecuária respondem juntas por 0,95% do PIB, e empregam cerca de 105 mil pessoas. O tabaco e o algodão continuam a ser os principais produtos cultivados, e são usados primariamente para uso doméstico. A Virgínia também cultiva cana-de-açúcar. O Estado possui rebanhos consideráveis de gado no oeste, embora destaque-se pelo seu rebanho aviário. A pesca e a silvicultura respondem juntas por 0,05% do PIB da Virgínia, e empregam cerca de duas mil pessoas.
O setor secundário responde por 17% do PIB da Virgínia. O valor total dos produtos fabricados no Estado é de 56 bilhões de dólares. Os principais produtos industrializados fabricados são bebidas alcoólicas e cigarros, produtos químicos, navios, equipamentos eletrônicos e alimentos industrialmente processados. A indústria  manufatureira responde no total por 12% do PIB do Estado, empregando aproximadamente 420 mil pessoas. Já a indústria da construção civil, que emprega 282 mil pessoas, responde por 5% do PIB. O principal recurso natural minerado na Virgínia é o carvão. No total, a mineração responde por 0,6% do PIB.
O setor terciário responde por 82% do PIB da Virgínia. Cerca de 23% do PIB do Estado é gerada pela prestação de serviços comunitários e pessoais. Este setor emprega cerca de 1,5 milhão de pessoas. Serviços governamentais respondem por 18% do PIB, empregando aproximadamente 810 mil pessoas. Serviços financeiros e imobiliários respondem por 18% do PIB, e empregam cerca de 318 mil pessoas. A capital financeira do Estado é Richmond. A Virgínia é um grande pólo turístico, possuindo várias atrações como centros históricos e praias, que atraem milhões de turistas anualmente. O comércio por atacado e varejo responde por 14% do PIB, e emprega aproximadamente 900 mil pessoas. Transportes, telecomunicações e utilidades públicas empregam 215 mil pessoas, e respondem por 8% do PIB da Virgínia. Cerca de 50% da eletricidade gerada no Estado é produzida por usinas termelétricas a carvão, 40% em usinas nucleares, e a maior parte do restante é produzida em usinas termelétricas a petróleo ou a gás natural.

## Educação

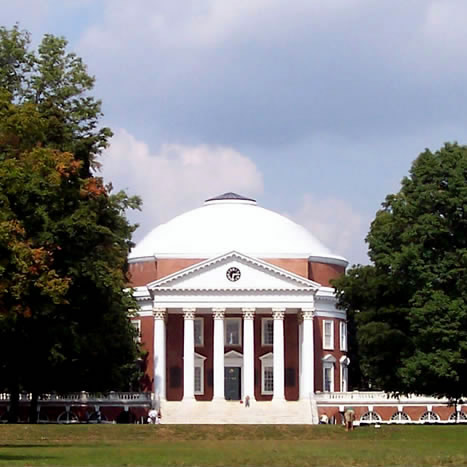
Vista de um câmpus da Universidade de Virgínia.

A primeira escola pública em todo os Estados Unidos foi fundada em 1635 em Hampton. Até meados do século XIX, a maioria das escolas da Virgínia eram privadas. Professores eram pagos com dinheiro, alimentos ou utensílios agropecuários. O Estado instituiu um sistema estadual de escolas públicas em 1810, quando verbas foram destinadas para a construção e manutenção de escolas públicas, para a educação de crianças pobres. Em 1829, a Virgínia aprovou um ato onde os condados do Estado poderiam estabelecer distritos escolares públicos caso quisessem. Poucos distritos foram criados porém, porque a maioria dos governos dos condados da Virgínia acreditava que pagar pela educação de crianças era uma obrigação dos pais, e não deveria utilizar dinheiro público. Em 1851, o Estado instituiu fundos destinados às escolas públicas. Escolas públicas, porém, somente tornaram-se comuns a partir da década de 1870.
Atualmente, todas as instituições educacionais na Virgínia precisam seguir regras e padrões ditadas pelo Conselho Estadual de Educação do Virgínia. Este conselho controla diretamente o sistema de escolas públicas, que está dividido em diferentes distritos escolares. Cada cidade primária (city), diversas cidades secundárias (towns) e cada condado, é servida por um distrito escolar. Nas cidades, a responsabilidade de administrar as escolas é do distrito escolar municipal, enquanto que em regiões menos densamente habitadas, esta responsabilidade é dos distritos escolares operando em todo o condado em geral. A Virgínia permite a operação de escolas charter - escolas públicas independentes, que não são administradas por distritos escolares, mas que dependem de verbas públicas para operarem. O atendimento escolar é compulsório para todas as crianças e adolescentes com mais de cinco anos de idade, até a conclusão do segundo grau ou até os dezessete anos de idade.
Em 1999, as escolas públicas do Estado atenderam cerca de 1,134 milhões de estudantes, empregando aproximadamente 81,1 mil professores. Escolas privadas atenderam cerca de 100,2 mil estudantes, empregando aproximadamente 9,4 mil professores. O sistema de escolas públicas consumiu cerca de 7,137 bilhões de dólares, e o gasto das escolas públicas foi de aproximadamente 6,1 mil dólares por estudante. Cerca de 87,8% dos habitantes do Estado com mais de 25 anos de idade possui um diploma de segundo grau.
A primeira biblioteca pública do Estado foi fundada em 1794. Atualmente, a Virgínia possui 90 sistemas de bibliotecas públicas, que movimentam anualmente uma média de 7,9 livros por habitante. A primeira instituição de educação superior da Virgínia, a Faculdade de William e Maria, foi fundada em 1693. Atualmente, a Virgínia possui 100 instituições de educação superior, dos quais 38 são públicas e 62 são privadas. O estado não possui um sistema de instituições de educação superior, embora administre diversas universidades e faculdades públicas, cada uma de forma independente em relação à outra. A maior instituição de educação superior do Estado é a Universidade de Virgínia, fundada em 1819, em Charlottesville.

## Transportes e telecomunicações
Em 2002, a Virgínia possuía 5 985 quilômetros de ferrovias. Em 2003, o estado possuía 196 697 quilômetros de vias públicas, dos quais dois mil quilômetros eram rodovias interestaduais, parte do sistema rodoviário federal dos Estados Unidos. Um túnel de 29 quilômetros de comprimento conecta a península Delmarva com o resto da Virgínia. Ambas são separadas pela baía de Chesapeake.
O aeroporto mais movimentado do Estado é o Aeroporto Internacional Washington Dulles, localizado em Dulles. Outros aeroportos importantes estão localizados em Arlington, Richmond, Newport News, Norfolk e Roanoke.
A Virgínia também possui um sistema extensivo de rotas hidroviárias. O centro portuário mais movimentado do Estado é o porto de Norfolk, que é um líder nacional na fabricação de grandes navios.
O primeiro jornal publicado na Virgínia foi o Virginia Gazette, publicado pela primeira vez em Richmond, em 1736. Atualmente são publicados no Estado cerca de 200 jornais, dos quais 27 são diários. São impressos cerca de 400 periódicos.
A primeira estação de rádio da Virgínia foi fundada em 1923, em Norfolk, e a primeira estação de televisão do Estado foi fundada em 1947, em Richmond. Atualmente, a Virgínia possui 256 estações de rádio - dos quais 123 são AM e 133 são FM - e 33 estações de televisão.

## Cultura

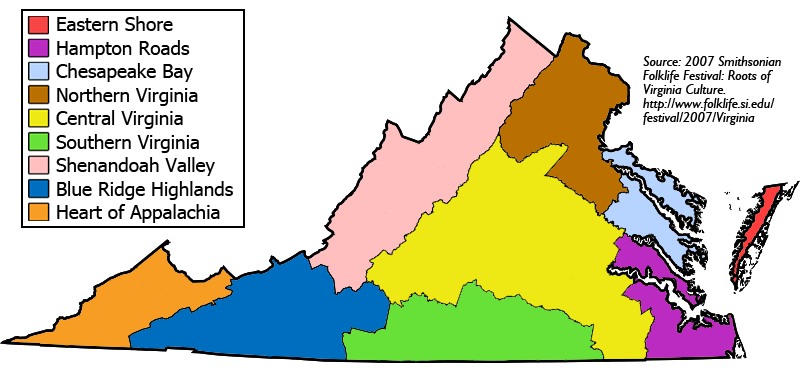
Mapa das nove regiões culturais da Virgínia.

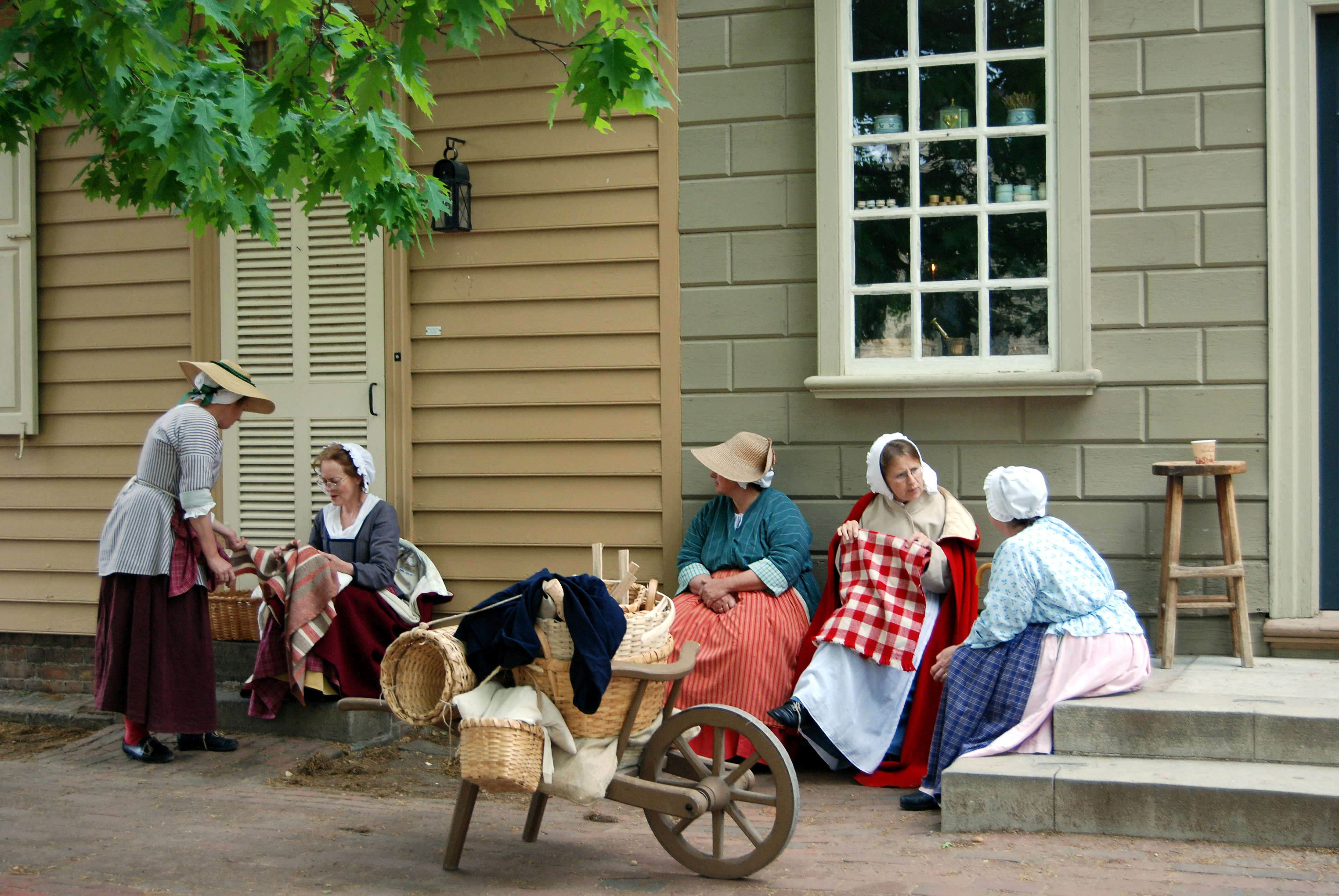
Representação da cultura e do estilo colonial virginianos em Williamsburg.

A cultura histórica da Virgínia foi popularizada e se espalhou pelos Estados Unidos e pelo sul do país graças a George Washington, Thomas Jefferson e Robert Lee. Suas casas representam o lugar de nascimento dos Estados Unidos. A moderna cultura virginiana é considerada uma subcultura do sul dos Estados Unidos, também com elementos do norte. Baseado no idioma e em critérios geográficos, o Instituto Smithsoniano divide o estado em nove regiões culturais. Ainda que o dialeto do Piedmont seja um dos famosos com sua forte influência no inglês do sul dos Estados Unidos, há também outros acentos, incluindo o dialeto Tidewater e o anacrônico isabelino de ilha de Tangier, assim como o inglês americano mais homogeneizado em áreas urbanas, com uma grande quantidade de influências.
Além da cozinha típica do Sul, a Virgínia mantém suas próprias tradições particulares. Em muitas partes do estado é produzido o vinho. O presunto Smithfield, às vezes chamado de "presunto da Virgínia", é um tipo de presunto curado e geralmente, muito salgado, protegido por lei estadual, e produzida somente na cidade de Smithfield. O mobiliário e a arquitetura da Virgínia são típicos da arquitetura colonial estadunidense. Thomas Jefferson e muitos dos primeiros líderes do estado favoreceram o estilo neoclássico, utilizado em importantes edifícios estatais. O alemão da Pensilvânia e seu estilo também podem ser encontrados em algumas partes do estado.

### Artes cênicas e belas artes
A Fundação da Virgínia para a Humanidade trabalha com o propósito de melhorar a vida cívica, cultural e intelectual do estado. O Museu de Belas Artes da Virgínia é financiado pelo estado, contando com a maior coleção do Ovo Fabergé fora da Rússia. O Museu de Artes Chrysler possui muitas peças provenientes da coleção da família de Chrysler, incluindo a última escultura do italiano Gian Lorenzo Bernini. Outros museus estaduais incluem o Museu de Ciências da Virgínia, o Centro Steven F. Udvar-Hazy do Museu do Ar e Espaço, o Museu de Cultura Fronteiriço e o Museu da Marinha. O estado também conta com museus ao ar livre e campos de batalha, como o colonial Williamsburg, o campo de batalha nacional de Richmond e o Parque Militar Nacional de Fredericksburg y Spotsylvania.

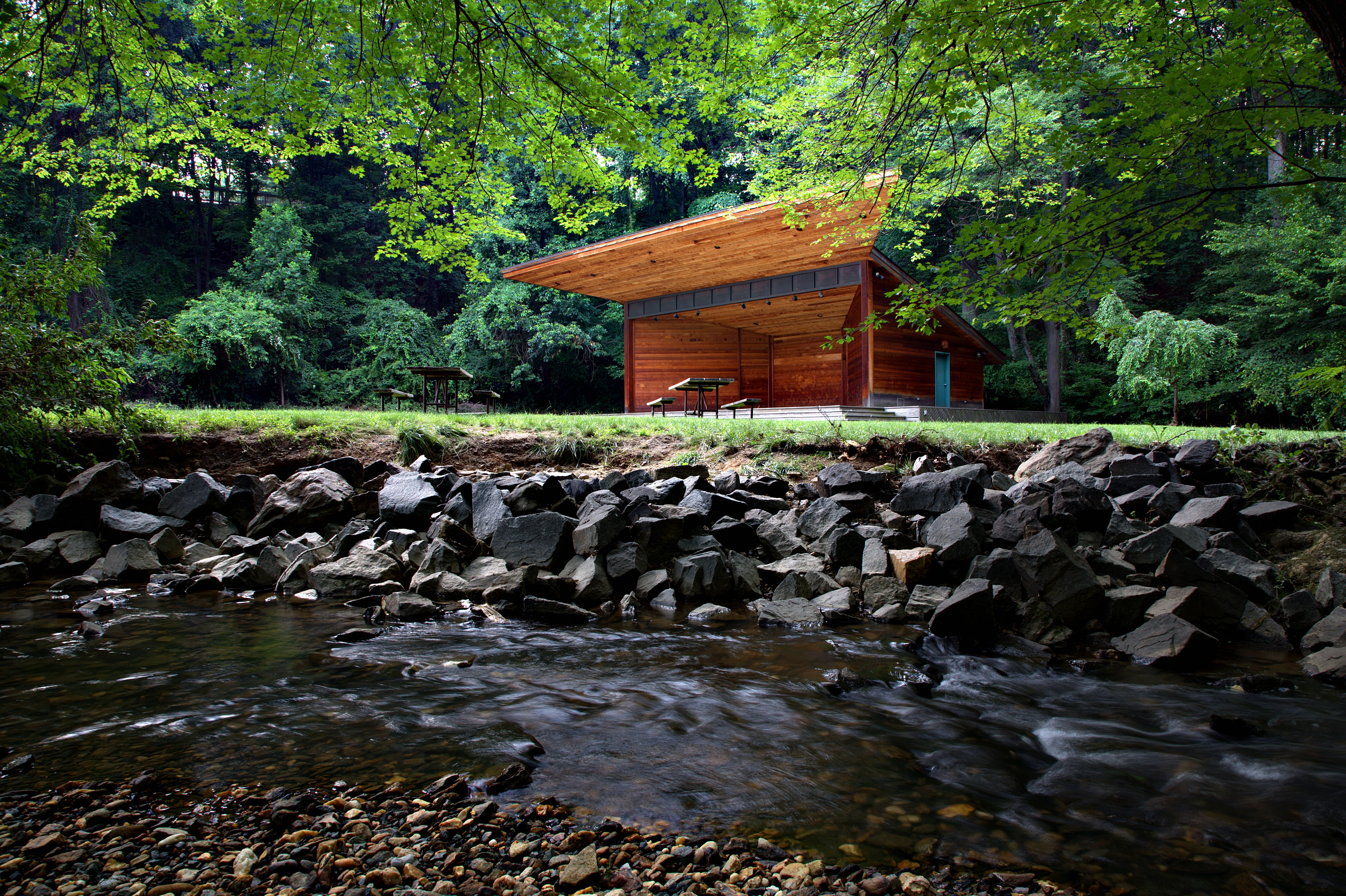
O pavilhão Meadow é um dos teatros del Parque Nacional de Artes Cênicas Wold Trap.

O Parque Nacional para as Artes Cênicas Wolf Trap está localizado em Vienna e é o único parque nacional projetado para ser usado como centro das artes cênicas. O Wolf Trap aloja a companhia de ópera homônima, que sedia um festival de ópera a cada verão. O Palácio da Ópera de Harrison em Norfolk é a sede oficial da Ópera da Virgínia. A orquestra sinfônica do estado tem sua sede em Hampton Roads. O American Shakespeare Center está localizado em Staunton e abriga companhias de teatro residentes e outras em turnê. Outros teatros notáveis incluem o Centro Ferguson das Artes, o Teatro Barter e o Teatro Landmark.
A Virgínia tem lançado muitos artistas premiados na música tradicional, bem como representações de música popular de êxito internacional. Ralph Stanley, Patsy Cline, os irmãos Statler e a família Carter são ganhadores de prêmios a músicos de bluegrass e country, e tanto Ella Fitzgerald e quanto Pearl Bailey são de Newport News. Cantores de hip hop e de rhythm and blues como Missy Elliott, Timbaland, The Neptunes, Chris Brown e Clipse, também são naturais da Virgínia. The Neptunes produziu 43% de todas as canções da rádio estadunidense em 2003. Cantautores da Virgínia incluem Jason Mraz e bandas de jam como a Pat McGee Band e a Dave Matthews Band, que continam com sua forte ligação com organizações de caridade de Charlottesville. O influente grupo de rock alternativo GWAR começou sua carreira na Virginia Commonwealth University. Dentre os principais locais de interpretação do estado estão Birchmere, Teatro Norva, John Paul Jones Arena, Pavilhão Nissan, o Patriot Center e o Verizon Wireless Virginia Beach Amphitheater.

### Festas

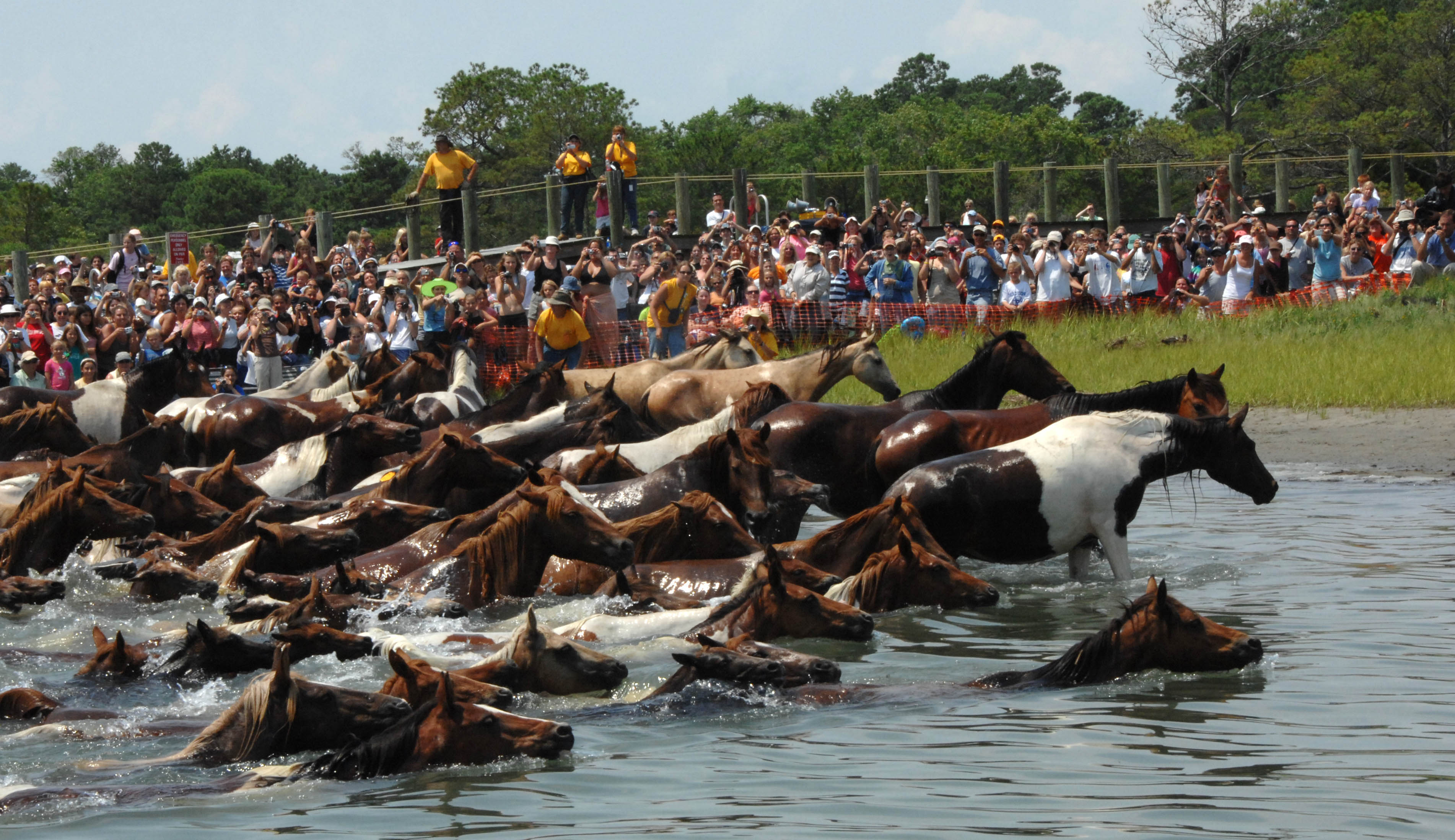
A festa anual do Chincoteague Pony Swim mostra mais de duzentos pôneis salvagenes que nadam através do canal Assateague em Chincoteague.

Muitos dos condados da Virgínia realizam feiras e festividades, como o  Virginia Lake, que é celebrado em Clarksville no terceiro final de semana de julho. A Feira Estadual da Virgínia é realizada em setembro no Circuito Internacional de Richmond, sede de muitas das habituais corridas da NASCAR. O condado de Fairfax patrocina o Celebrate Fairfax! no segundo fim de semana após o Memorial Day. Em Virginia Beach, é realizado, no final de setembro, o Neptune Festival, celebrando a cidade, o mar e a costa litorânea do estado com artistas regionais.
Na ilha de Eastern Shore de Chincoteague, o Pony Swim & Auction de pôneis no final de julho é uma tradição local única expandida com um carnaval comemorativo, com uma semana de duração. O Shenandoah Apple Blossom Festival possui seis dias duração e é realizado anualmente em Winchester, contando com desfiles e shows de bluegrass. Entre 2005 e 2007, Richmond foi anfitrião do Festival Nacional Folk, importante festival cultural dos Estados Unidos realizado desde 1934. O Festival de Belas Artes da Virgínia ocorre durante um final de semana de maio em Reston.
Dois importantes festivais de cinema, o Virginia Film Festival e o VCU French Film Festival, ocorrem em Charlottesville e Richmond, respectivamente. As convenções de fãs do estado incluem o Anime USA, convenção nacional de anime realizada em Crystal City; Anime Mid-Atlantic, realizada em várias cidades; o MAGFest, um festival de jogos e música; e o RavenCon, uma convenção de ficção científica que se passa em Richmond.

### Símbolos do estado

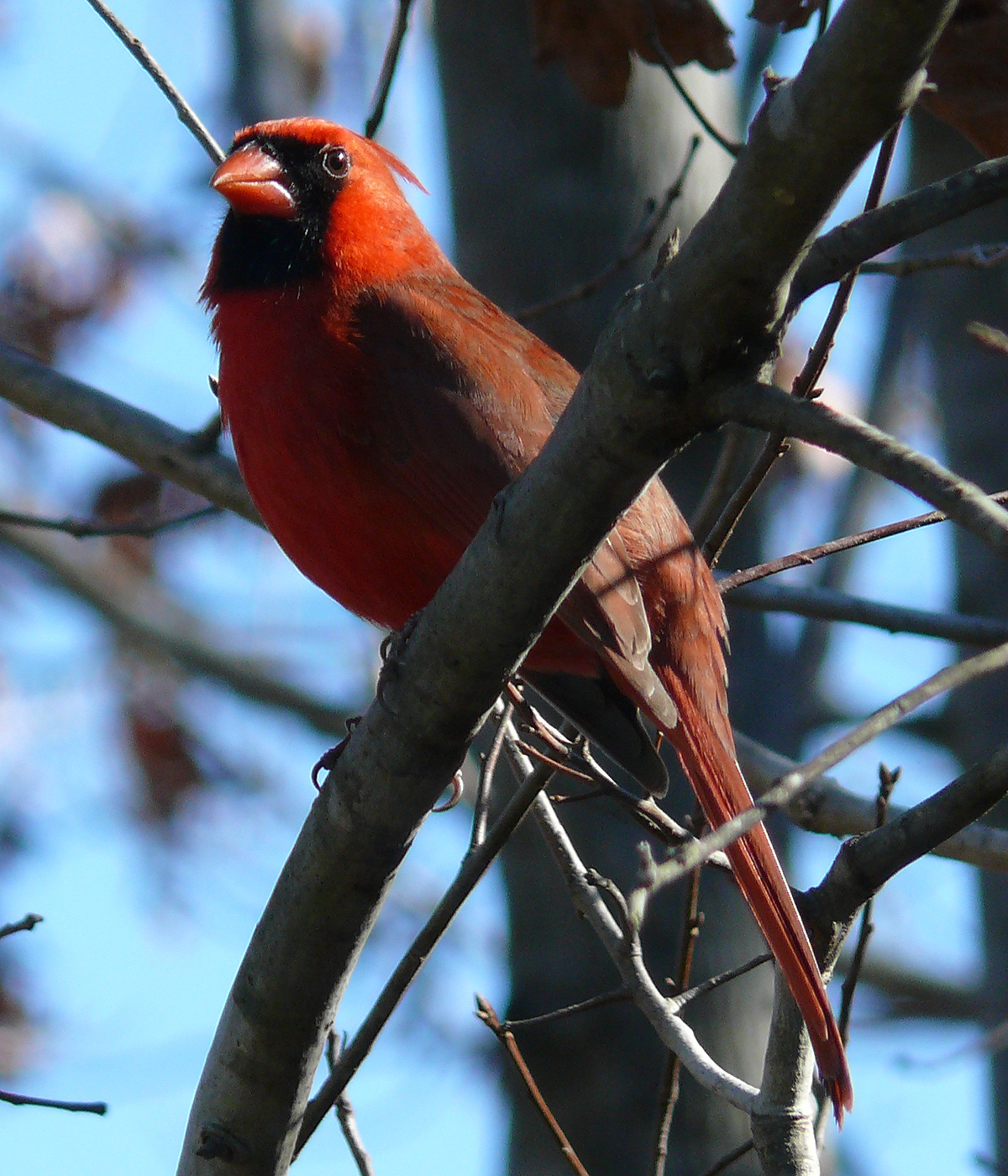
O cardeal-vermelho é o pássaro símbolo do estado

O símbolo mais antigo da Virgínia é a alcunha do estado, embora nunca tenho sido elevada ao status de oficial por disposições legais. A Virgínia deu o título de Dominion ao rei Carlos II da Inglaterra na época da restauração da monarquia inglesa, e a alcunha atual, Old Dominion, uma referência àquele título. Outro apelido, "mãe de presidentes", também é uma referência histórica, pois o estado é terra natal de oito presidentes dos Estados Unidos, incluindo quatro dos cinco primeiros: George Washington, Thomas Jefferson, James Madison, James Monroe, William Henry Harrison, John Tyler, Zachary Taylor e Woodrow Wilson. O virginiano Sam Houston foi presidente da República do Texas.
A maioria dos símbolos oficiais estaduais foram estabelecidos no final do século XX, ainda que o selo oficial e o lema estadual sejam oficiais da Virgínia desde a sua declaração de independência. A Virgínia não possui nenhuma canção estadual desde 1997, ano em que a letra da música Carry Me Back to Old Virginny, declarada como canção estadual em 1940, teve o status retirado, sendo até os dias de hoje reclassificada como canção estadual emérita.
- Alcunha: The Old Dominion
- Bebida: Leite
- Cachorro: Foxhound americano (do tipo inglês)
- Concha: Crassostrea virginica
- Dança: Virginia Reel
- Flor e árvore: Cornus
- Fóssil: Chesapecten jeffersonius
- Inseto: Papilio glaucus
- Lema: Sic semper tyrannis
- Morcego: Chiroptera
- Pássaro: Cardeal vermelho
- Peixe: Salvelinus fontinalis
- Slogan: Virginia is for Lovers (Virgínia é para os amantes)
- Torta: Torta do quadricentenário da Virgínia

## Esportes

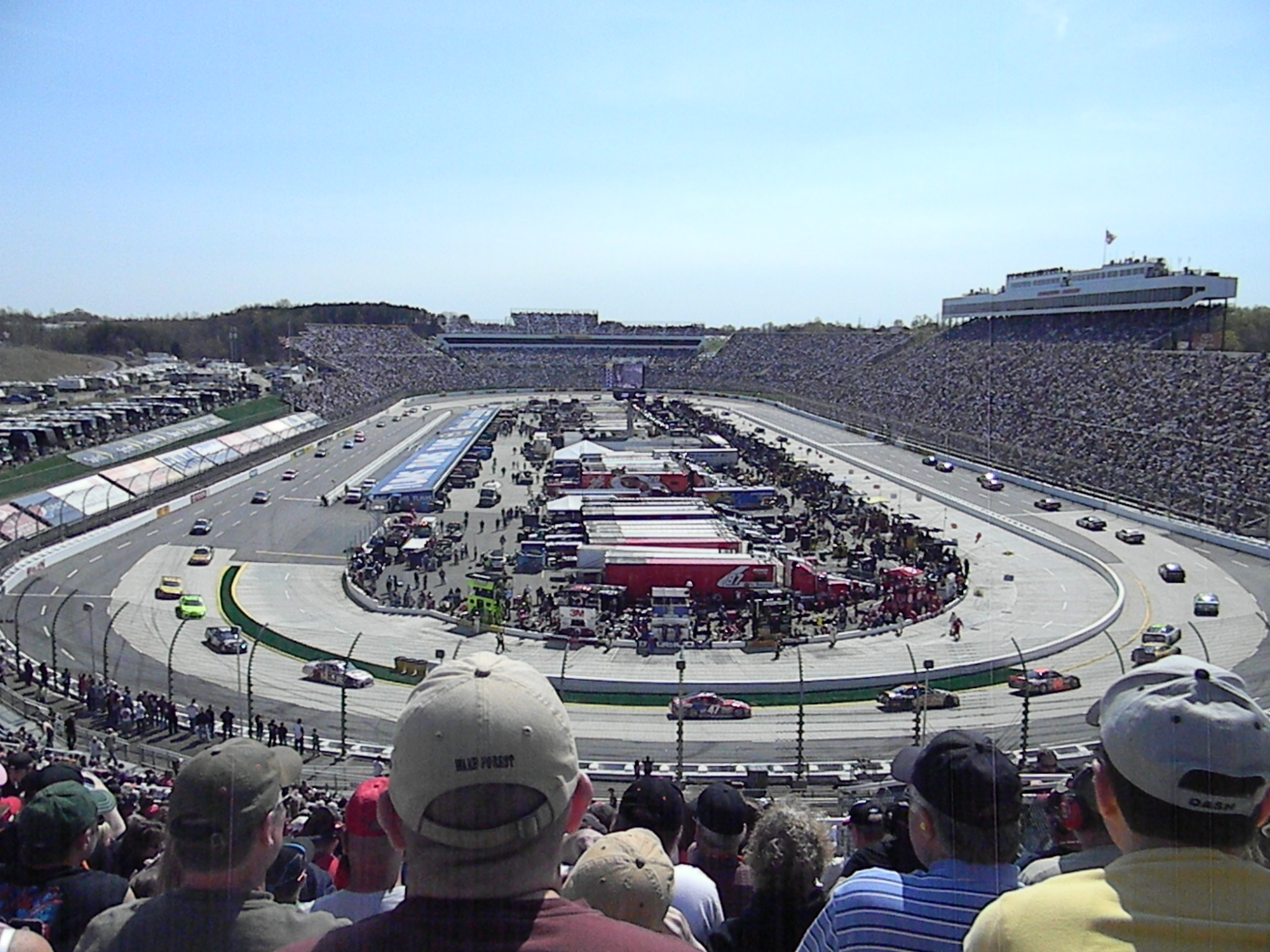
Martinsville Speedway em Ridgeway.

A Virginia é o estado mais populoso dos Estados Unidos sem nenhuma equipe em nenhuma das principais ligas profissionais do país. As razões para isso incluem a falta de uma grande cidade ou mercado dominante no estado, a proximidade de equipes em Washington, D.C. e na Carolina do Norte e a relutância em financiamento público de estádios. Apesar disso os campos de treinamento dos times de futebol americano Washington Redskins da NFL e do time de hóquei no gelo Washington Capitals encontram-se no estado. Encontra-se também times em ligas menores como no futebol o Richmond Kickers da USL e vários times de ligas menores de beisebol.
No automobilismo destacam-se os circuitos ovais Martinsville Speedway e Richmond Raceway, ambos fazendo parte da principal categoria da NASCAR.

### Outras fontes
- «United States Census Bureau» (em inglês)
- «Website oficial da Virgínia» (em inglês)
- «United States Department of Education» (em inglês)
- «United States Department of Commerce» (em inglês)
- «National Oceanic and Atmospheric Administration» (em inglês)
- Salmon, Emily J. e Campbell, Edward D. C (1994). The Hornbook of Virginia History: A Ready-Reference Guide to the Old Dominion's People, Places, and Past. [S.l.]: Library of Virginia. ISBN 0-88490-177-7